# Pierella astyoche
Espèce
Pierella astyoche est une espèce d'insectes lépidoptères (papillons) de la famille des Nymphalidae, de la sous-famille des Satyrinae, de la tribu des Haeterini et du genre Pierella.

## Description
Pierella astyoche est un papillon d'une envergure d'environ 55 mm aux ailes antérieures allongées à apex arrondi au dessus beige rayé de marron, avec aux ailes postérieures une ligne submarginale d'ocelles pupillés de blanc, ocelles noirs pour ceux proches de l'apex et beige pour les autres.

## Écologie et distribution
Pierella astyoche est présent en Guyane, en Guyana, en Équateur, au Pérou et au Brésil,,.

### Biotope
Pierella astyoche réside en sous-bois dans les zones obscures de la forêt tropicale humide.

## Systématique
L'espèce  Pierella astyoche a été décrite par l'entomologiste allemand Wilhelm Ferdinand Erichson en 1849, sous le nom initial de Hetaera[sic] astyoche, reclassé dans le genre Pierella en 1865.

### Synonymie
Hetaera astyoche Erichson, 1849 - protonyme

### Noms vernaculaires
- Pierella astyoche se nomme Astyoche Satyr en anglais[4].

### Taxinomie
Il existe 3 sous-espèces
- Pierella astyoche astyoche

Synonymie pour cette sous-espèce
Haetera larymna (Doubleday, 1849)
- Pierella astyoche bernhardina (Bryk, 1953)

Synonymie pour cette sous-espèce
P. astyoche f. obscura (nomen nudum)
- Pierella astyoche stollei (Ribeiro, 1931)

## Pierella astyocheet l'Homme

### Protection
Pas de statut de protection particulier.